# ASJA

Свенска Йернвегсверкстедернас Аеропланавдельнінг (швед. AB Svenska Jarnvagsverkstadernas Aeroplanavdelning; скорочено ASJA) — нині не існуюча шведська авіабудівна компанія міжвоєнного періоду. Входила до складу компанії SAAB.[джерело?]

## Історія
Підприємство було засноване як дочірнє відділення фірми ASJ (AB Svenska Jarnvagsverkstaderna). Очолив її Свен Бломберг, який раніше працював конструктором на Svenska Aero. У 1932 році ASJA придбала Svenska Aero, що збанкрутувала,   у її власника Карла Клеменса Бюкера.
У 1936 році ASJA розпочала переговори з фірмою Bofors про створення спільного підприємства для розробки та виробництва літаків. У січні 1937 р. було вирішено, що акції нової компанії будуть розділені порівну, а 31 березня 1937 року була створена AB Forenade Flygverkstader (AFF).
Компанії не вдалося досягти особливого успіху і в березні 1939 було прийнято рішення про її поглинання фірмою Svenska Aeroplan AB (Saab).

## Продукція компанії
- ASJA F1
- ASJA L1 Viking (1931), 2 екземпляри;
- ASJA L2 (1932), військове найменування O 9, навчальний біплан з двигуном Wright R-975 Whirlwind, 2 екземпляри;
- ASJA L10 (пізніше перейменований в Saab 17);
- ASJA L11 (Saab 18);
- ASJA L 12 (Saab 19) проєкт винищувача;
- AFF P.7 F1 — літак-розвідник, натхненний Westland Lysander, який конкурував з ASJA L10. Планувалося виробляти його з двигуном Bristol Pegasus XXIV, був побудований повномасштабний макет;
- AFF P.7 F2 — оскільки у F1 виникли проблеми під час випробувань у аеродинамічній трубі, довелося переробити нижнє крило і кіль та переробити шасі на фіксоване, що значно знизило показники. F2 Програв ASJA L10. Не вироблявся;
- AFF-Saab G.1 — бомбардувальник, конкурент ASJA L11, програв конкурс. Не будувався;
- ASJA Viking II
- de Havilland DH 82 Tiger Moth (Sk 11)
- Focke-Wulf Fw 44J Stieglitz (Sk 12): 18 отримано з Німеччини (враховуючи 2 пробних P 2) та 57 виготовлено у Швеції;
- Hawker Hart (S7, пізніше B4)
- North American NA-16 (Sk 14)
- Northrop 8A-1 (B 5)
- Raab-Katzenstein RK-26 Tigerschwalbe (Sk 10): 25 машин поставлені ВПС у 1932-34 роках;
- Svenska Aero SA-14 (J 5 та J 6)
- Svenska Aero SA-15

## Галерея

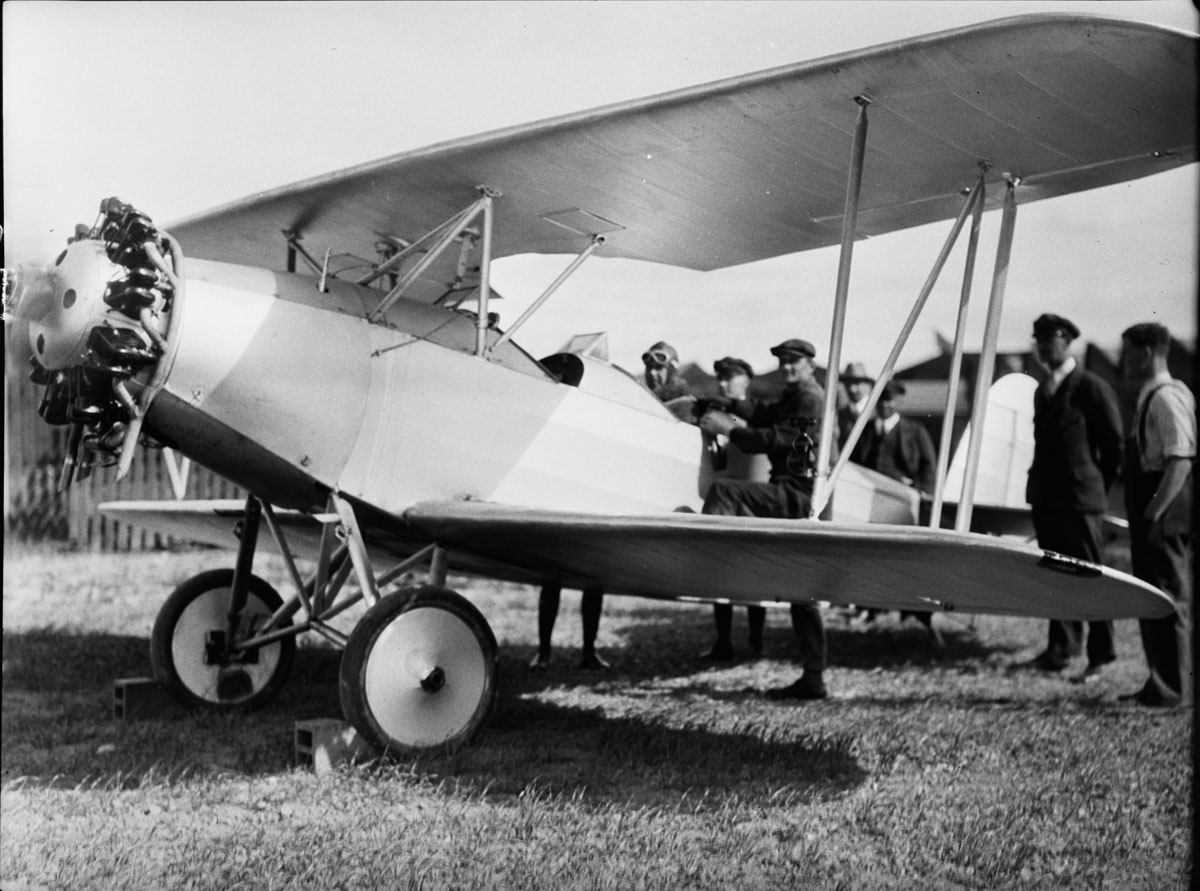
Літак ASJA L2 в Єнчепінгу, 1932 р.
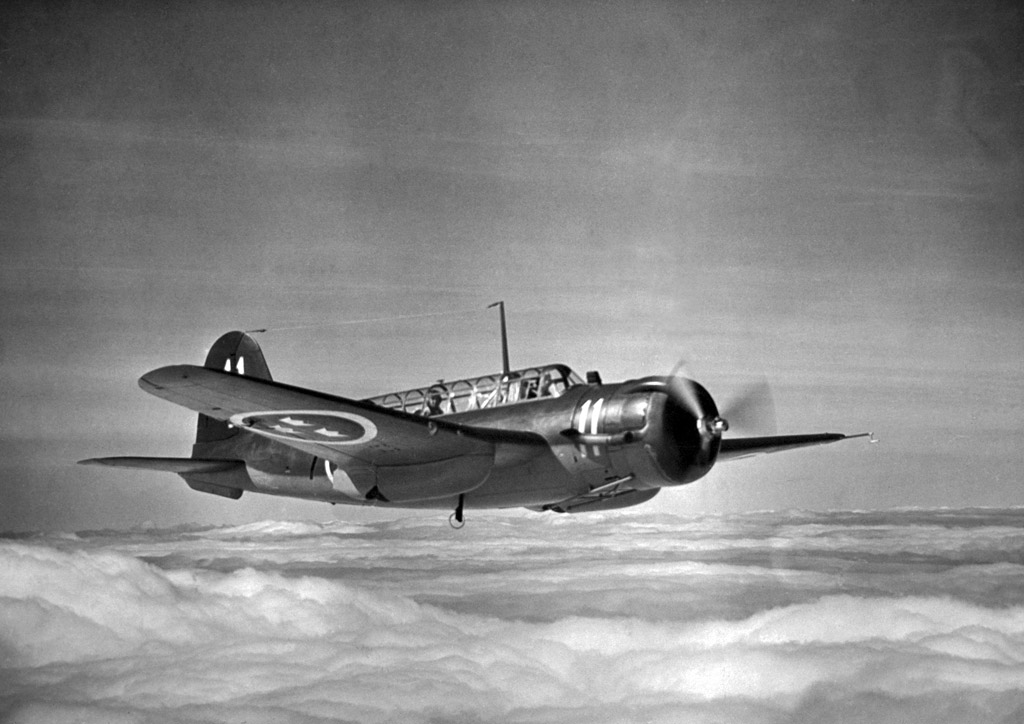
Saab 17
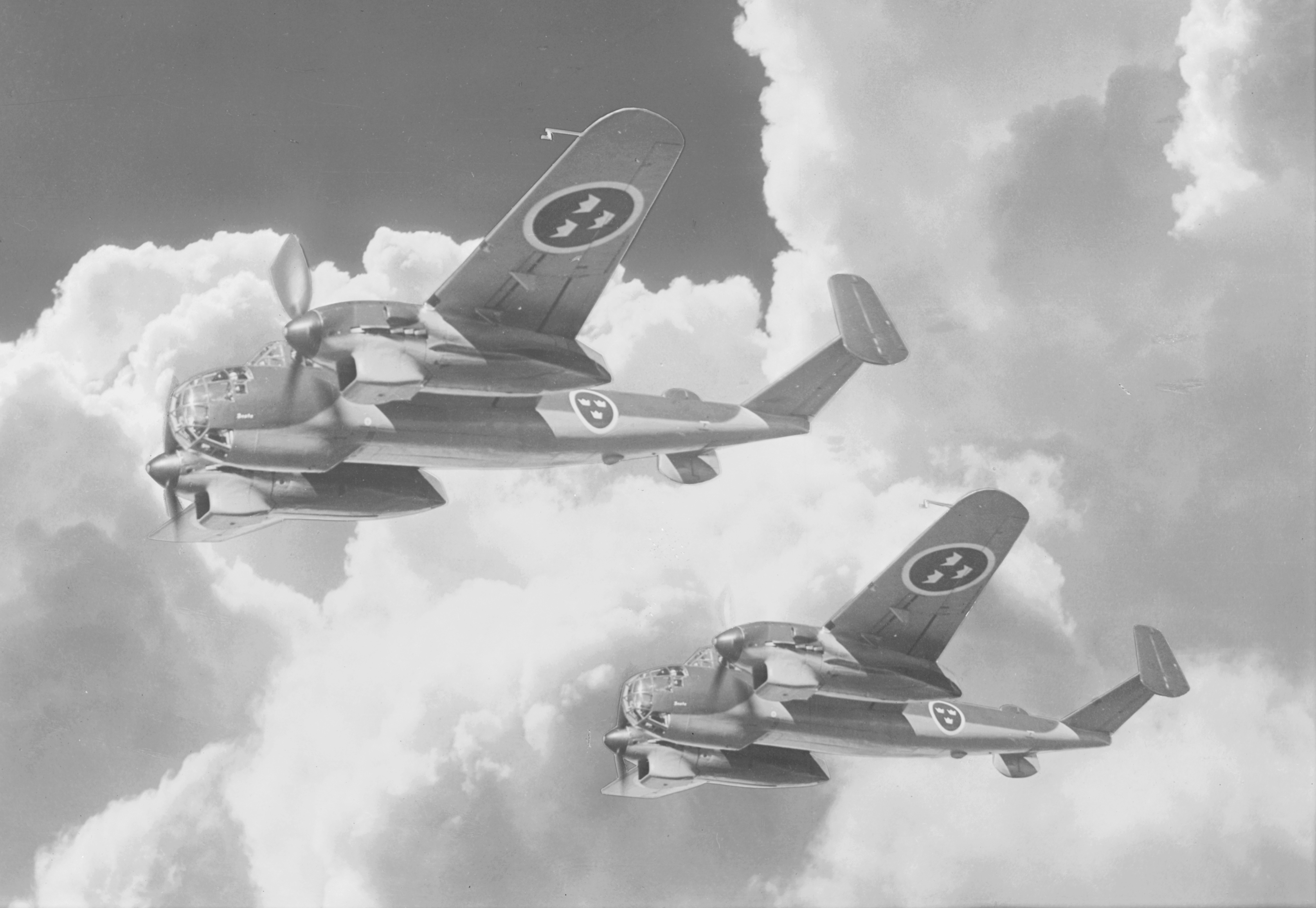
Saab 18
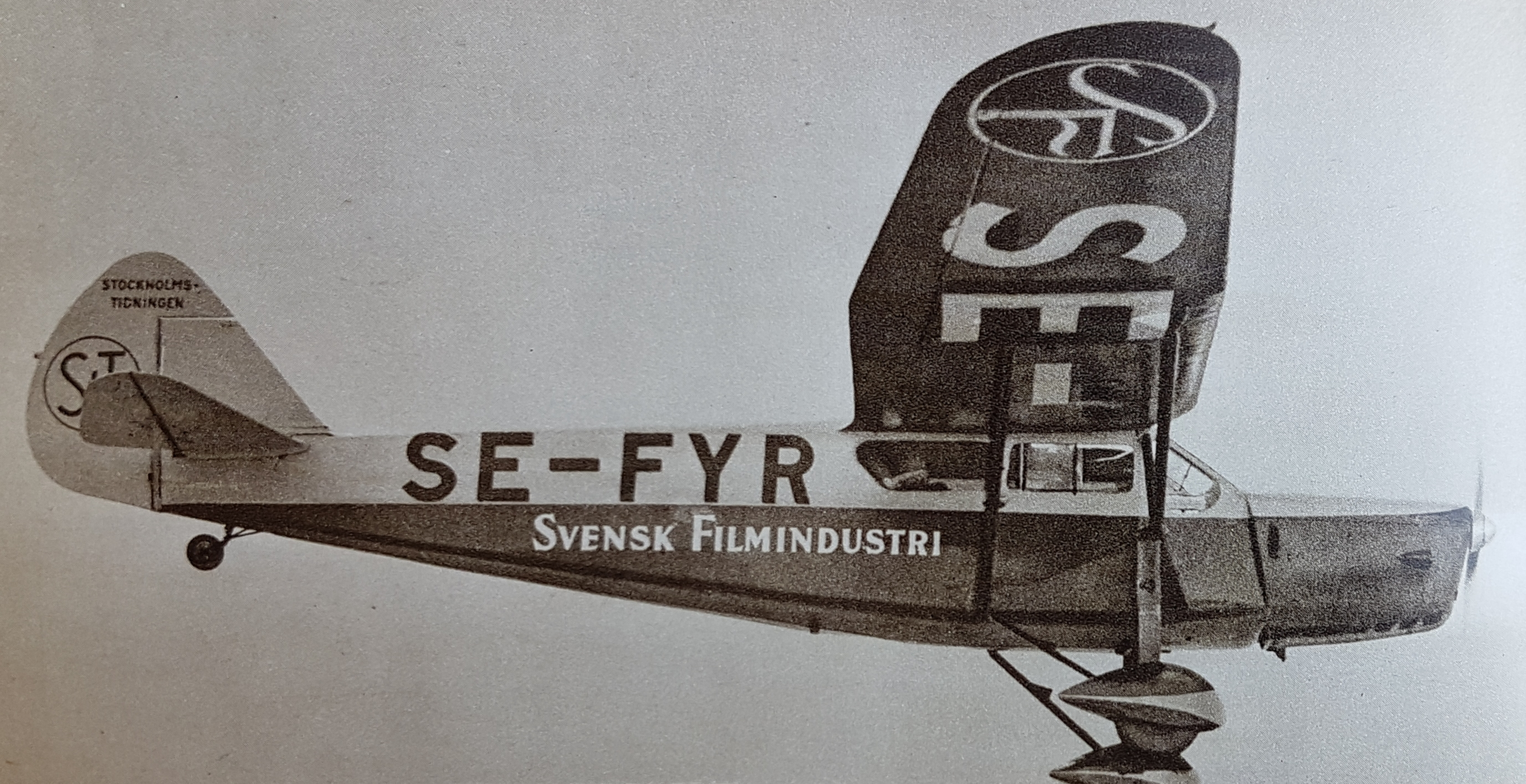
ASJA Viking II (SE-FYR), що належав видавництву газети Stockholms-Tidningen
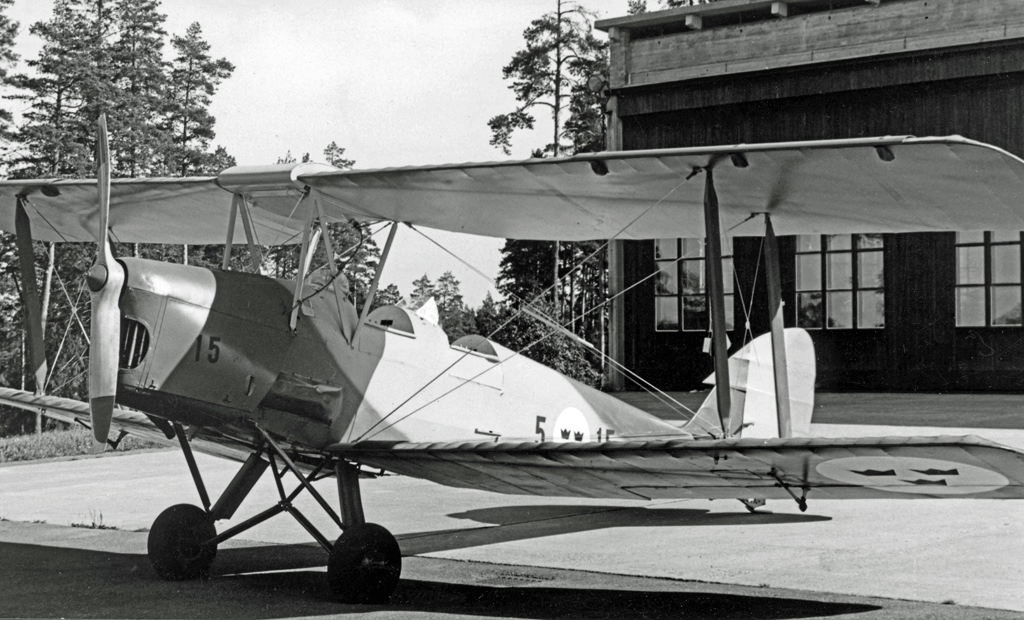
Sk 11 (De Havilland Tiger Moth), випущений ASJA за ліцензією у 1935 році для шведських ВПС
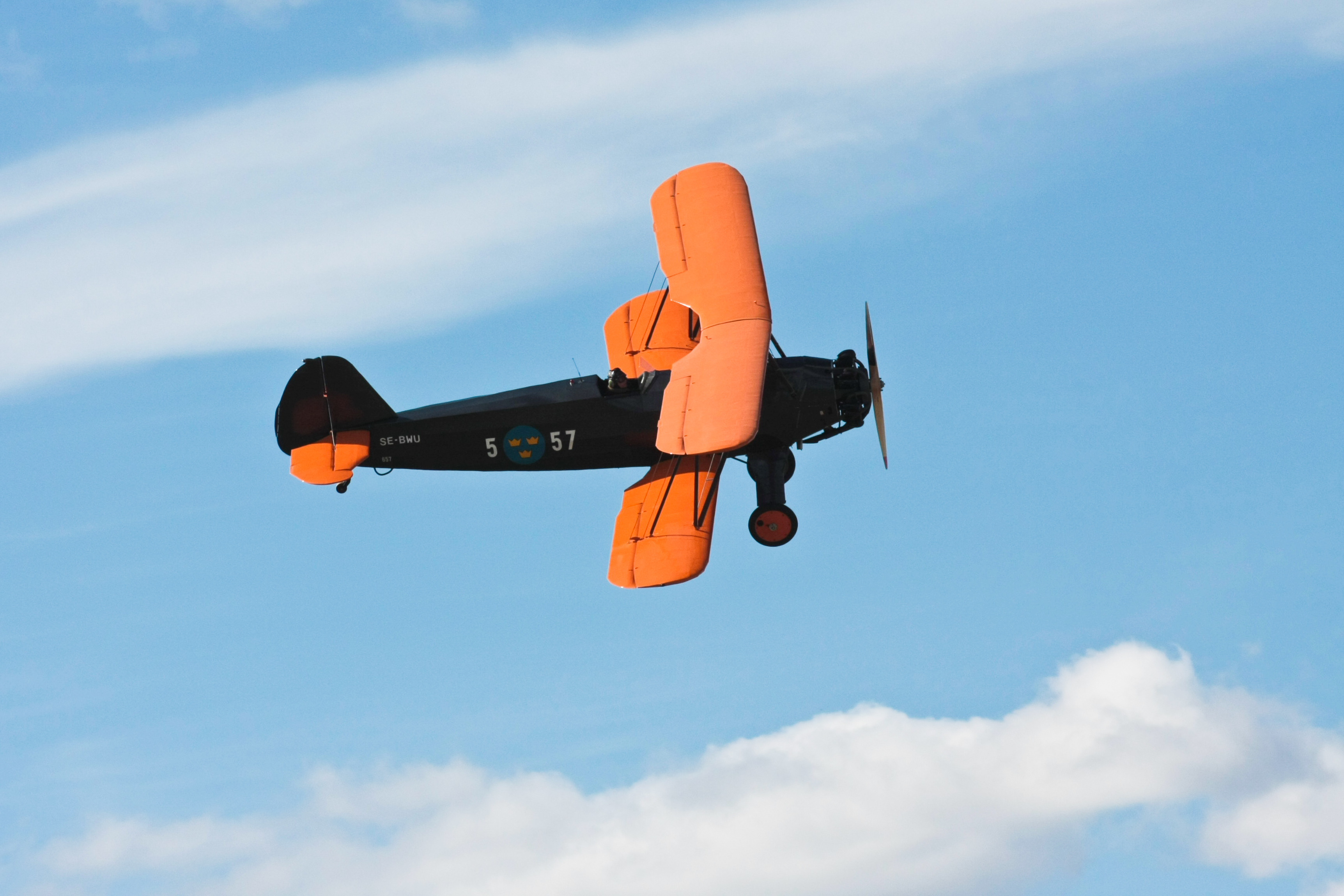
Sk 12 (Focke-Wulf Fw 44 Stieglitz) ВПС Швеції
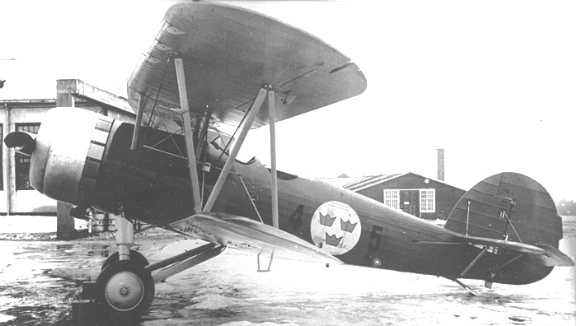
B 4B (Hawker Hart) із двигуном Bristol Perseus XI та новим капотом.
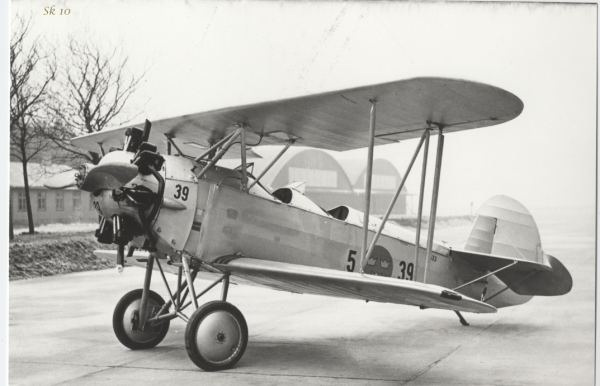
Sk 10 (Raab-Katzenstein RK-26)